# Beast and the Harlot
Beast and the Harlot è un singolo del gruppo musicale statunitense Avenged Sevenfold, pubblicato il 27 febbraio 2006 come secondo estratto dal terzo album in studio City of Evil.

## Descrizione
Il testo parla della caduta di Babilonia, in particolare dal capitolo 17 dell'Apocalisse di Giovanni, da cui sono presi molti versi. La "Harlot" della canzone è Babilonia la Grande, a cui fa riferimento il verso "Fallen now is Babylon the great". Nell'album video All Excess, Tony Petrossian, direttore del video, afferma che i versi della canzone, scritti da M. Shadows, comparano Babilonia a Hollywood, mostrando molti cliché di Hollywood come i giovani, innocenti ragazzi essere corrotti e perdere le proprie anime. Nel video, la "Harlot" è interpretata dall'attrice Elizabeth Melendez.
Il riff principale è stato votato come 14º miglior riff dalla rivista Total Guitar nel marzo 2007, che scrisse «Il riff principale di Beast and the Harlot è un gran pezzo in dropped-D, con Zacky e Synyster che, saggiamente, pongono la seconda parte del riff contro il ritmo, per creare una sensazione di sincopato aggressivo, evitando, nuovamente, i soliti cliché del metal». Anche Loudire lo inserisce nella sua classifica dei 10 migliori riff degli anni 2000.
La copertina del singolo è stata creata da un amico della band, Cam Rackam.

## Tracce
CD promozionale (Regno Unito)
1. Beast and the Harlot (Edit) – 4:05
2. Beast and the Harlot – 5:40

CD singolo (Regno Unito), 7" (Regno Unito), download digitale
1. Beast and the Harlot (Edit) – 4:05
2. Burn It Down (Live) – 5:44

DVD (Regno Unito)
1. Beast and the Harlot (Audio)
2. Beast and the Harlot (Video)
3. Bat Country (Video)

## Formazione
- M. Shadows – voce
- Synyster Gates – chitarra solista
- Zacky Vengeance – chitarra
- Johnny Christ – basso
- The Rev – batteria

## Classifiche
| Classifica (2006)             | Posizione massima |
| ----------------------------- | ----------------- |
| Stati Uniti (alternative)     | 40                |
| Stati Uniti (mainstream rock) | 19                |